# Pojezierze Białoruskie
Pojezierze Białoruskie (842.6; biał. Беларускае паазер'е, Biełaruskaje paazierje; ros. Белорусское поозерье, Biełorusskoje poozierje) – makroregion fizycznogeograficzny Europy Wschodniej położony na obszarze Białorusi, wchodzący w skład megaregionu Nizina Wschodnioeuropejska, prowincji Niż Wschodniobałtycko-Białoruski i podprowincji Pojezierza Wschodniobałtyckie. Charakterystyczną cechą terenu jest występowanie wzgórz morenowych.  Zgodnie z uniwersalną regionalizacją dziesiętną makroregion oznaczony jest numerem 842.6.

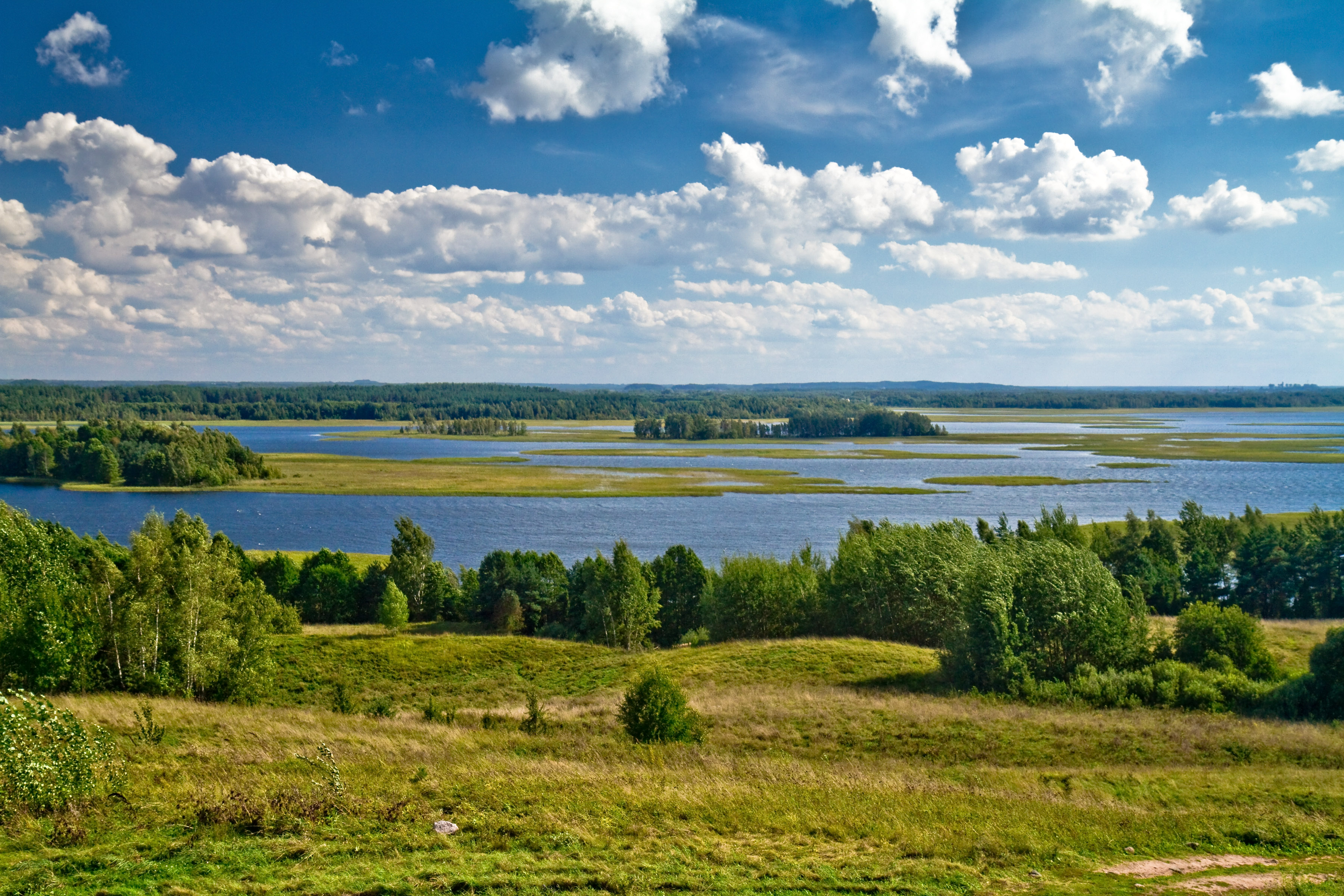
Jezioro Strusto w rejonie brasławskim